# Hersilia setifrons
Hersilia setifrons är en spindelart som beskrevs av Lawrence 1928. Hersilia setifrons ingår i släktet Hersilia och familjen Hersiliidae. Inga underarter finns listade i Catalogue of Life.